# Brzdící váha

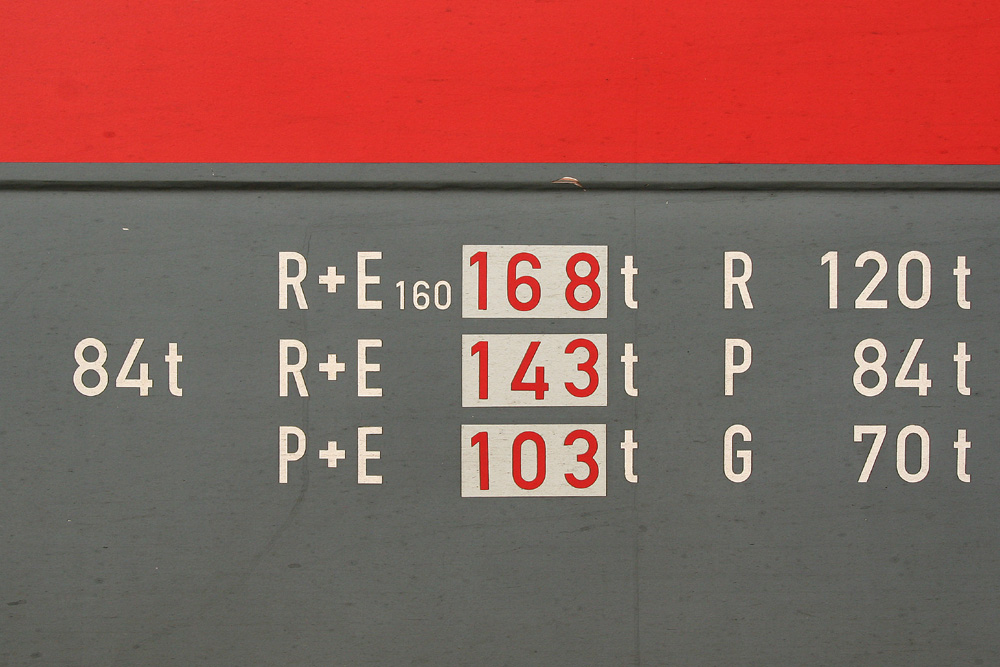
Tabulka brzdících vah na lokomotivě ř. 101 DB AG. Zcela vlevo vlastní hmotnost lokomotivy.

Brzdící váha nebo brzdná váha (BV) je v kolejové dopravě technická veličina bez jasného fyzikálního významu, která charakterizuje účinek brzdy daného železničního vozidla. Není určitelná exaktně z konstrukce daného vozidla a brzdy. Pro výpočet BV se používá empiricky zjištěných koeficientů, následně se ověřuje a případně upravuje při typových zkouškách vozidla. Je zapsána na určeném místě – obvykle na boku skříně, kde jsou i další údaje o brzdě vozidla a slouží k výpočtu brzdící schopnosti vozidla. Brzdící schopnost (užívá se termín „obrzdění“ , nebo „stupeň obrzdění“ vozidla) je vyjádřena v brzdících procentech. Brzdící procento se vypočte jako podíl skutečné hmotnosti vozidla (včetně nákladu a cestujících) a jeho brzdící váhy (obojí se udává v tunách). Pro výpočet brzdícího procenta vlaku se použije jeho celková hmotnost (včetně nákladu, a cestujících) a součet brzdových vah všech vozidel ve vlaku zařazených. Výsledek – tedy počet brzdících procent – pak slouží k posouzení, zda vlak je dostatečně brzděn (vlakem  může být i samostatně jedoucí lokomotiva, nebo motorový vůz). Porovnává se vypočtená hodnota („skutečná brzdící procenta“) s hodnotou předepsanou („potřebná brzdící procenta“). Pokud jsou hodnoty shodné, nebo je skutečné procento vyšší než procento potřebné, je vlak dostatečně brzděn.

## Stanovení brzdící váhy
Základem stanovení výchozího bodu bylo měření brzdné dráhy vozu, o kterém se pak prohlásilo, že jeho brzdící váha se rovná jeho tíze. Výsledkem měření se pak staly grafy závislosti zábrzdné dráhy na brzdícím procentu při dané počáteční rychlosti. Podle UIC (Vyhláška UIC 544-1) jsou závazné grafy pro rychlosti 100 a 120 km/h (grafy se však konstruují pro rychlosti do 160, resp. do 200 km/h (vozy s Mg brzdou)). Při použití logaritmické stupnice na obou osách mají lineární průběh. Pro každý typ vozidla je nutné zjistit jeho brzdící váhy, a to jednotlivě pro všechny druhy a režimy brzd, kterými je vybaveno. Je záležitostí legislativy každé země, jaké potom stanoví postupy pro ověření jednotlivých vozidel. Obvykle se hnací vozidla zkoušejí každé jednotlivě a tažená jen jako typ. Brzdící váha je povinný údaj každého železničního vozidla, je-li vybaveno brzdou. Uvádí se v technické dokumentaci a musí být napsán přímo na vozidle. Pokud je vybaveno více druhy brzd nebo brzda umožňuje více režimů brzdění, musí být uvedena brzdící váha pro každý druh brzdy a režim zvlášť. Brzdící váha slouží spolu s údajem o hmotnosti vozidla ke stanovení brzdících procent vlaku (posunujícího dílu). 